# Нові Мурати
Нові Мура́ти (рос. Новые Мураты, чув. Çĕнĕ Мăрат) — присілок у складі Комсомольського району Чувашії, Росія. Входить до складу Тугаєвського сільського поселення.
Населення — 707 осіб (2010; 767 у 2002).
Національний склад:
- чуваші — 98 %